# Néider Batalla
Néider Alexander Batalla Caicedo (Magüi Payán, Nariño, Colombia; 23 de octubre de 1997), más conocido como Néider Batalla, es un futbolista colombiano. Juega como delantero en el Yoro Fútbol Club de la Liga de Ascenso de Honduras.

## Clubes
| Club                               | País     | Año           | Partidos | Goles | Ref.  |
| ---------------------------------- | -------- | ------------- | -------- | ----- | ----- |
| Cortuluá                           | Colombia | 2014 - 2018   | 22       | 4     | [ 1 ] |
| Penapolense                        | Brasil   | 2018          | 3        | 1     |       |
| Esporte Clube XV de Novembro (Jaú) | Brasil   | 2019          | 18       | 12    | [ 2 ] |
| Pouso Alegre                       | Brasil   | 2019          |          |       | [ 3 ] |
| Luverdense                         | Brasil   | 2021          |          |       | [ 4 ] |
| Nacional de Muriaé                 | Brasil   | 2021 - 2022   |          |       | [ 5 ] |
| Yoro F. C.                         | Honduras | 2022-presente |          |       | [ 6 ] |